# Шляхта на Україні
Шляхта на Україні (пол. Szlachta na Ukrainie) (Повна назва: Шляхта на Україні: її участь у житті українського народу на тлі його історії) — політичний трактат українського політичного діяча, публіциста В'ячеслава Липинського, що присвячений полонізованій українській шляхті заради навернення до української ідеї. Виданий у 1909 році в Кракові. 

## Причини та реакція
З 1908 року Липинський займається громадсько-політичною діяльністю спрямованою до навернення польської та полонізованої шляхти Правобережжя до українства. 
За спогадами Дмитра Дорошенка:

| Ця книжка наробила великого розголосу, — поляки її скуповували по книгарнях і нищили. |
Після виходу брошури на В'ячеслава Липинського у польських газетах поширювались фальшиві свідчення щодо «пруських грошей» у тому сенсі, що він робить це за інтереси інших країн. Проте, Липинський обстоював свою гідність. І подавав позови до юридичних установ та громадських судів, відкриті листи в пресі стали його зброєю в боротьбі за чесне ім’я і власну праведну ідею.

## Сутність
За твором Липинського шляхта має бути не народом, а має удосконалювати його культурний та загальний рівень. При цьому, наприклад присвячені у зверенні в роботі у більшості поляки або полонізовані українці не мають відмовлятись від свого походження, рідної мови, але разом із тим переходити на українську культуру, мову, літературу тощо заради ідеї спільності проживання в Україні та подальшого формування України як держави. 

## Цитати з твору
| Адже від тих, яким багато дано, багато й вимагається, і шляхта, якщо вона хоче залишатись на своїй позиції, якщо хоче бути шляхтою, то має бути не джурами походу народів до світла й культури, а мусить іти у їхніх перших лавах!. |
| І нехай нам не кажуть, що ми, повертаючись до свого народу, до свого материнського кореня, воюємо з Польщею; адже ми поборюємо в собі не польськість, а лише свої польсько-шляхетські пережитки, які зробили нас «колоністами» не лише на цій нашій землі, а навіть в історії Польщі; і в цьому скиданні з себе дірявого історичного лахміття ми йдемо на Польщу, власне, правдиву. |